# Federico Gastaldi
Federico Gastaldi é um empresário argentino. Ele foi chefe adjunto da Lotus F1 Team, nos anos de 2014 e 2015, Gastaldi ocupava o segundo cargo mais importante da Lotus, abaixo somente do diretor e coproprietário da equipe, o luxemburguês Gérard Lopez.
Gastaldi foi promovido a chefe adjunto, em 14 de março de 2014, devido a necessidade da Lotus F1 Team em reorganizar sua direção após o chefe da equipe anterior Éric Boullier, sair para a McLaren. Antes de ser promovido, ele já trabalhava na Lotus desde o ano de 2010 como diretor de desenvolvimento de negócios como papel mais recente em uma longa relação com a equipe de Enstone. Anteriormente, na década de 1990, Gastaldi foi o responsável pelos interesses do grupo italiano Benetton na Argentina. Ele também esteve envolvido na realização do Grande Prêmio da Argentina entre 1995 e 1998.